# Brevilabus gillonorum
Brevilabus gillonorum is een spinnensoort in de taxonomische indeling van de wolfspinnen (Lycosidae).
Het dier behoort tot het geslacht Brevilabus. De wetenschappelijke naam van de soort werd voor het eerst geldig gepubliceerd in 1980 door Cornic.